# Schinus terebinthifolia
Schinus terebinthifolia là một loài thực vật có hoa trong họ Đào lộn hột. Loài này được Raddi miêu tả khoa học đầu tiên năm 1820.
Loài này có nguồn gốc từ vùng nhiệt đới và cận nhiệt đới Nam Mỹ (đông nam Brazil, bắc Argentina, và Paraguay). Nó được tìm thấy ở các bang này của Brazil: Alagoas, Bahia, Espírito Santo, Mato Grosso do Sul, Minas Gerais, Pernambuco, Paraná, Rio de Janeiro, Rio Grande do Norte, Rio Grande do Sul, Santa Catarina, São Paulo và Sergipe.
Nó là một cây bụi nhỏ hoặc cây nhỏ, với hệ thống rễ cạn, đạt độ cao 7–10 m. Các cành có thể thẳng đứng, nằm lăn hoặc gần như giống như cây nho, tất cả đều nằm trên cùng một cây. Hình thái của nó cho phép nó phát triển mạnh trong tất cả các loại hệ sinh thái: từ những cồn cát đến đầm lầy, nơi nó phát triển như một cây bán thủy sinh.